# Erik Gustavsson
Päbel Bengt Erik Gustavsson (* 20. Februar 1956 in Malung) ist ein ehemaliger schwedischer Skilangläufer.
Gustavsson, der für den Malungs IF startete, wurde im Jahr 1979 schwedischer Meister über 50 km und Dritter beim Weltcup in Falun mit der Staffel. Bei seiner einzigen Olympiateilnahme im Februar 1980 in Lake Placid errang er den 34. Platz über 50 km. Im Januar 1981 kam er in Kastelruth auf den dritten Platz mit der Staffel.